# (4581) Asclepius
(4581) Asclepius – planetoida z grupy Apollo okrążająca Słońce w ciągu 1 roku i 13 dni w średniej odległości 1,02 j.a. Została odkryta 31 marca 1989 roku w Obserwatorium Palomar przez Henry'ego Holtę i Normana Thomasa. Nazwa planetoidy pochodzi od Asklepiosa, w mitologii greckiej, boga sztuki lekarskiej. Przed nadaniem nazwy planetoida nosiła oznaczenie tymczasowe (4581) 1989 FC.